# Leander Ditscheiner
Leander Ditscheiner (Viena, 4 de janeiro de 1839 — Viena, 1 de fevereiro de 1905) foi um físico e matemático austríaco.
Conhecido por seu trabalho sobre birrefringência.

## Vida e obra
Leander Ditscheiner nasceu em Viena, em 1839. Estudou na Universidade de Viena e depois na Universidade de Heidelberg. Doutorado em 1857, lecionou na Universidade Técnica de Viena, em 1866. Nos anos seguintes foi professor assistente e em 1883 professor efetivo.